# Drongelen
Drongelen est un village néerlandais d'environ 300 habitants (2007), situé dans la commune d'Altena dans la province du Brabant-Septentrional.
Drongelen est située sur la rive droite de la Bergsche Maas.
Drongelen a été une commune indépendante jusqu'en 1923, où elle a été rattachée à la nouvelle commune d'Eethen. La commune de Drongelen était composée des villages de Drongelen, Doeveren (aujourd'hui, commune de Heusden), et Gansoijen et Haagoort (aujourd'hui disparues).
Voir aussi : Drongelen, Haagoort, Gansoijen en Doeveren.

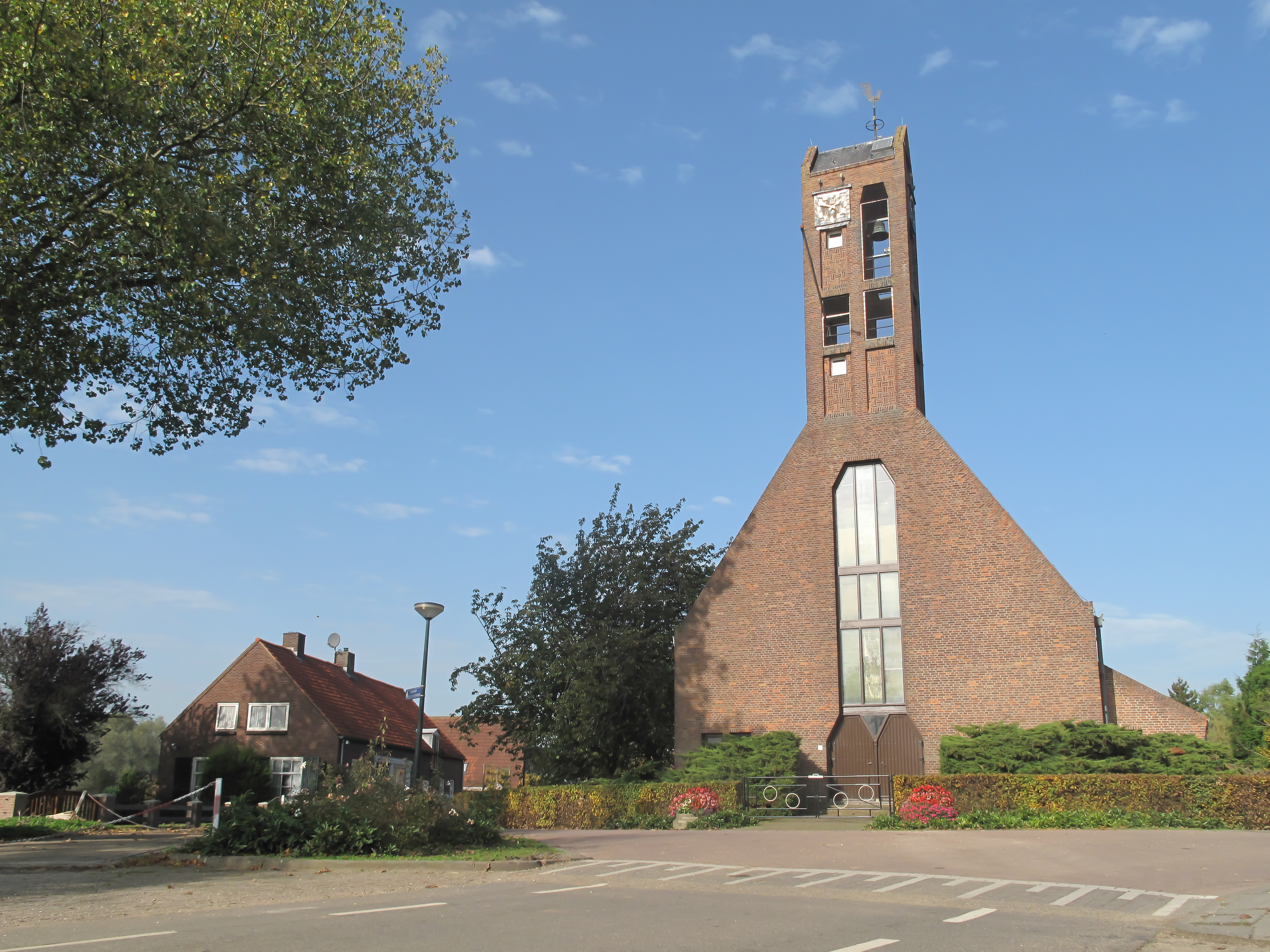
Drongelen, église